# Ruscismo

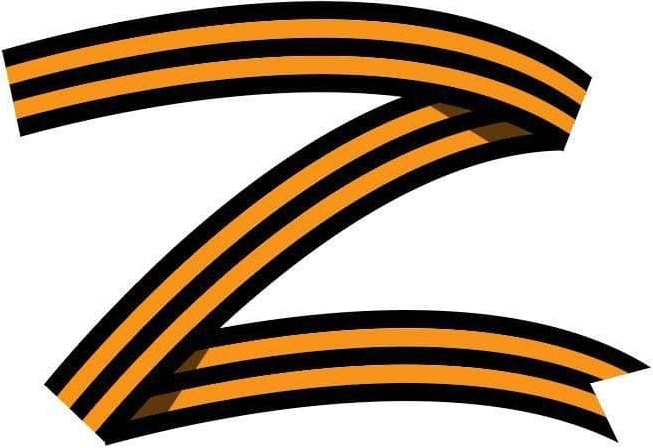
Uma combinação da fita de São Jorge e a letra Z, ambas associadas ao Ruscismo, a combinação de ambos os símbolos foi comparada à suástica nazista

Ruscismo (em inglês:  Ruscism), também conhecido como Rashismo (em ucraniano:  Раши́зм, transl. Rashyzm), Russismo ou Fascismo russo é um termo depreciativo usado por vários estudiosos, políticos e publicitários, originado nestes profissionais ucranianos, para descrever a ideologia política e as práticas sociais do Estado russo no final do século XX e início do século XXI, especialmente durante o governo de Vladimir Putin.
Também é usado em referência à ideologia do expansionismo militar russo, e tem sido usado como um rótulo para descrever um sistema antidemocrático e culto à nacionalidade misturado com ultranacionalismo e culto à personalidade. Essa transformação foi descrita como baseada nas ideias da "missão civilizacional especial" dos russos, como Moscou como a terceira Roma e o expansionismo, que se manifesta no antiocidentalismo e apoia a recuperação de terras antigas por conquista. O termo "rashista" (em ucraniano:  рашист, transl. rashyzt) também é amplamente usado por oficiais e mídia ucranianos para identificar de forma mais geral membros das Forças Armadas Russas e apoiadores da agressão militar russa contra a Ucrânia.
O uso moderno do termo remonta a 1995, quando foi usado no contexto da Primeira Guerra da Chechênia, mas o uso tornou-se mais comum após as guerras Russo-Georgiana e em Donbas e, mais recentemente, durante a Invasão russa da Ucrânia de 2022.

## Etimologia e terminologia
Ruscismo e Rashismo são tentativas de transliterar os termos ucraniano e russo рашизм (rahizm, russo: [rɐˈʂɨzm]), uma amálgama multilíngue de "Rússia" e "fascismo". De acordo com Timothy D. Snyder, a palavra é complexa, refletindo e referenciando pronúncias de palavras em inglês, ucraniano e russo.

## História
O termo tornou-se difundido em círculos informais em 2008 - durante a guerra russo-georgiana de 2008. A segunda onda de proliferação deste termo ocorreu durante a anexação da República Autônoma da Crimeia pela Federação Russa, a queda de um Boeing 777 perto de Donetsk em 17 de julho de 2014 e o início da a guerra russo-ucraniana em 2014.
Introduzido pela primeira vez por Herzen em seu romance Былое и думы [Минуле і думи] (1868) na forma de "russianismo" para denotar a tendência extremista no moscovite. O renascimento do termo se deve ao Presidente da República Chechena da Ichkeria Dzhokhar Dudayev.
Entre os muitos movimentos nacionalistas radicais da década de 1990 na Rússia, o Partido Nacional do Povo da Rússia (NPP), de extrema direita fascista, fundado em 1994 por Alexander Ivanov-Sukharevsky, um diretor educacional, e Alexei Shiropaev, inspirado no fascismo de estilo italiano, fingiu ser russo, ortodoxo e movimentos cossacos e difundiu a ideologia que ela chamou de "russismo". Essa ideologia era uma combinação de populismo, misticismo racial e anti- semita, ambientalismo nacional, ortodoxia e nostalgia pelo rei. O partido tinha apenas alguns milhares de membros, mas historicamente influenciou a cena extraparlamentar na Rússia através dos conhecidos jornais Ya Russky, Nasledie Predkov e Era Rossii. O partido logo teve problemas com a lei por incitar o ódio étnico, Ya Russkiy acabou sendo banido em 1999 e Ivanov-Sukharevsky foi condenado a vários meses de prisão, mas após sua libertação ele permaneceu uma figura importante nos círculos próximos à União. escritores. da Rússia e continuou suas atividades.
O cientista político russo Andrei Piontkovsky argumenta que a ideologia do fascismo russo é em muitos aspectos semelhante ao fascismo alemão (nazismo), enquanto os discursos do presidente Vladimir Putin refletem ideias semelhantes às de Adolf Hitler. Durante a invasão russa da Ucrânia, Alexei Danilov disse que a comitiva de Putin disse que o estado mental do presidente não era normal - ele tinha um "telhado com vazamento". Mais cedo, a inteligência dos EUA disse que sua principal tarefa - descobrir a verdade sobre o estado mental do líder russo. Afinal, segundo especialistas, o comportamento de Putin está se tornando mais volátil e irracional. E a CNN, citando dois altos funcionários não identificados do governo dos EUA, disse que o presidente russo Putin está em estado de extrema raiva pelas duras sanções do Ocidente contra a economia russa.

## As principais características e características do ruscismo
Em geral, esses traços são inerentes a qualquer governo russo e herdados da Horda Dourada. Um dos fundamentos do ruscismo é a ideologia da teoria espiritual da ROC sobre a "eleição divina" dos russos.
O cientista político Stanislav Belkovsky argumenta que o russismo se disfarça de antifascismo, mas tem uma face e essência fascistas. O cientista político Ruslan Klyuchnik observa que a elite russa se considera no direito de construir sua própria "democracia soberana" sem referência aos padrões ocidentais, mas levando em consideração as tradições de construção do Estado da Rússia. Os recursos administrativos na Rússia são um dos meios de preservação da fachada democrática, que esconde o mecanismo de manipulação absoluta da vontade dos cidadãos.

## A ideologia do ruscismo

### Ingredientes
O cientista político Andrei Piontkovsky argumenta que a ideologia do ruscismo é em muitos aspectos semelhante ao nazismo fascista, e os discursos e políticas do presidente russo Putin - com as ideias de Hitler.
O professor Oleh Hryniv acredita que o ruscismo deve ser claramente distinguido do Putinismo, pois o ruscismo diz respeito à justificativa ideológica da política aventureira do atual ditador russo Putin. - O imperialismo de Moscou, sob o qual rivais ideológicos (ideólogos do partido e chauvinistas e anticomunistas) se uniram em prol da chantagem econômica e política dos estados no território do antigo império; O bolchevismo agora pode ser visto apenas como uma forma de rusismo. Por sua vez, a versão clerical do rusismo está tentando implementar o Patriarca de Moscou Kirill, como evidenciado por seu conceito de "mundo russo". No coração do russismo está a rejeição da civilização ocidental, que se opõe a uma espécie de civilização russa (eurasiana). Os intelectuais de Moscou concordam com o autocrata Putin, que busca acabar com o ucrainocídio czarista e bolchevique. Agora ruscismo Esta é a base ideológica do Putinismo. A história confirmou que o ruscismo envolve principalmente a destruição dos ucranianos como comunidade nacional.

### Funções
Segundo o professor Oleksander Kostenko, o rusismo é uma ideologia que se baseia em ilusões e justifica a admissibilidade de qualquer arbitrariedade em prol de interesses mal interpretados da sociedade russa. Na política externa, o ruscismo se manifesta, em particular, na violação dos princípios do direito internacional, impondo ao mundo sua versão de verdade histórica exclusivamente em favor da Rússia, abusando do direito de veto no Conselho de Segurança da ONU, e assim por diante. Na política doméstica, o ruscismo é uma violação dos direitos humanos à liberdade de pensamento, perseguição a membros do “movimento dissidente”, o uso da mídia para desinformar seu povo e assim por diante”. Alexander Kostenko também considera o ruscismo uma manifestação de sociopatia.
O rusismo tem uma função substituta da religião, dando ao adepto um sentimento de pertencimento à luta entre o "bem e o mal", enchendo sua existência de sentido, justificando as agruras e sacrifícios que traz na realidade, livrando-a do complexo de inferioridade.
De acordo com Mykola Tomenko, "ruscismo" - ideologia misantrópica, que não é significativamente diferente em conteúdo do fascismo ou do stalinismo. A Rússia, que inicialmente lutou por informação e ideologia, apoia todos os métodos ao redor do mundo (incluindo os militares) para destruir aqueles que não apoiam a ideologia do "mundo russo" e prevê a implementação dessa ideologia por qualquer meio.

## Ruscismos
Os proponentes da ideologia ruscismo são geralmente chamados de "ruscistas", às vezes - "casacos acolchoados".
Psicologia dos ruscistas - é a psicologia da hostilidade, a ideia de que mesmo na Rússia existem estrangeiros em todos os lugares. Essa psicologia é possuída por pessoas profundamente ofendidas pelas humilhações imaginárias ou reais a que o Ocidente as submeteu. Mas em tempos em que "a Rússia é forte", os ruscismas supostamente têm a oportunidade de se vingar.
Um dos mais famosos atores ruscismas russos Ivan Okhlobystin acredita que "o ruscismo - essa é a escolha do sábio", e prova sua fidelidade às suas crenças por meio de uma tatuagem no braço, que ele chama de "marca de ruscistas".